# Niko Bungert
Niko Bungert (Bochum, 24 de outubro de 1986) é um futebolista profissional alemão que atua como defensor.

## Carreira
Niko Bungert começou a carreira no Schalke 04.